# Regionalwahl in Venetien 1975
Die Regionalwahl in Venetien 1975 fand am 15. und 16. Juni statt.

## Wahlergebnis
| Listen            | Listen                                        | Stimmen   | %    | Mandate |
| ----------------- | --------------------------------------------- | --------- | ---- | ------- |
|                   | Democrazia Cristiana                          | 1.338.338 | 48,0 | 31      |
|                   | Partito Comunista Italiano                    | 636.627   | 22,8 | 14      |
|                   | Partito Socialista Italiano                   | 357.189   | 12,8 | 8       |
|                   | Partito Socialista Democratico Italiano       | 175.539   | 6,3  | 3       |
|                   | Movimento Sociale Italiano – Destra Nazionale | 105.372   | 3,8  | 2       |
|                   | Partito Repubblicano Italiano                 | 69.347    | 2,5  | 1       |
|                   | Partito Liberale Italiano                     | 63.518    | 2,3  | 1       |
|                   | Democrazia Proletaria                         | 41.384    | 1,5  | –       |
| Gesamt            | Gesamt                                        | 2.787.314 | 100  | 60      |
|                   |                                               |           |      |         |
| Ungültige Stimmen | Ungültige Stimmen                             | 105.436   | 3,6  |         |
| Wähler            | Wähler                                        | 2.892.750 | 95,1 |         |
| Wahlberechtigte   | Wahlberechtigte                               | 3.042.129 |      |         |